# Zatrephes pura
Zatrephes pura är en fjärilsart som beskrevs av Paul Dognin 1921. Zatrephes pura ingår i släktet Zatrephes och familjen björnspinnare. Inga underarter finns listade i Catalogue of Life.